# 布蘭德山 (巴伐利亞前阿爾卑斯山脈)
47°35′41″N 11°34′46″E / 47.59472°N 11.57956°E

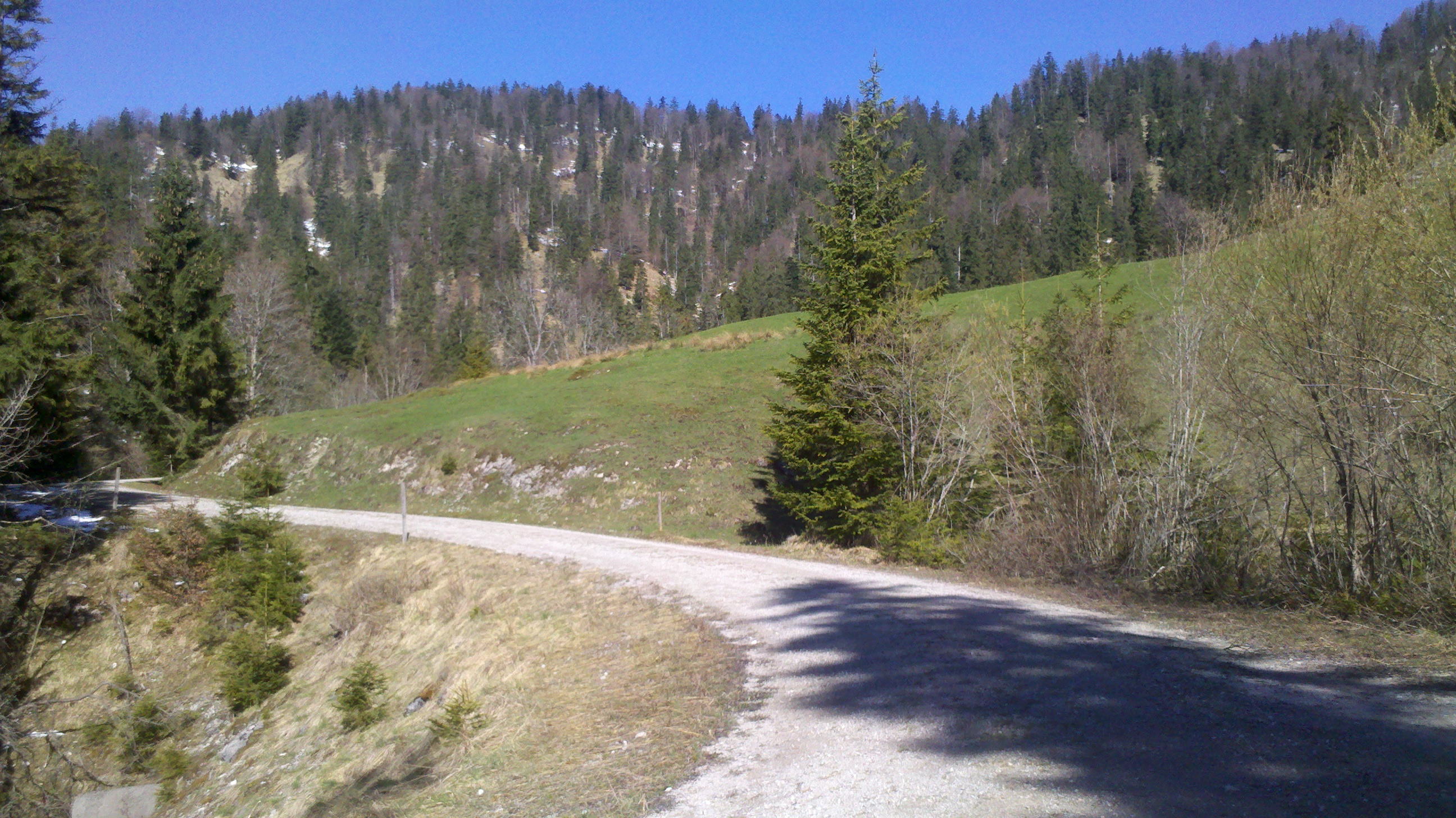

布蘭德山（德語：Brandkopf），是德國的山峰，位於該國東南部，由巴伐利亞負責管轄，屬於巴伐利亞前阿爾卑斯山脈的一部分，海拔高度1,258米，每年平均降雨量1,764毫米。